# Hinterbüchelberger Sägmühle
Die Hinterbüchelberger Sägmühle ist eine abgegangene Sägemühle auf der Gemarkung von Murrhardt, einer Stadt im baden-württembergischen Rems-Murr-Kreis. Von der Wüstung haben sich keine Überreste erhalten.

## Lage
Die Wüstung liegt am Oberlauf des Fornsbachs, etwa 6 Kilometer nordöstlich von Murrhardt und etwa 4 Kilometer von Fornsbach entfernt. Umliegende Ortschaften sind Glashofen, das Jaghaus, Ernstenhöfle, Harnersberg, Hinterbüchelberg und Wolfenbrück.

## Geschichte
Wie der Name bereits andeutet, war die Mühle einst dem Weiler Hinterbüchelberg zugeordnet. Um 1831 war die Anlage bereits vorhanden. Die Mühle war in der Hand einer Besitzergemeinschaft, die aus den Landwirten Georg Sammet, Conrad Welz, Georg Gütle aus Glashofen und Michael Reinhuber bestand. Um 1908 hatte die Sägemühle eine Leistung 3 PS. Um 1931 waren die Gebäude noch vorhanden. In der Folgezeit ging die Mühle vollkommen ab, sodass sich keine Überreste erhalten haben.